# Euxoa heringi
Euxoa heringi är en fjärilsart som beskrevs av Otto Staudinger 1877. Euxoa heringi ingår i släktet Euxoa och familjen nattflyn. Inga underarter finns listade i Catalogue of Life.